# 1989 CG1
1989 CG1 är en asteroid i huvudbältet som upptäcktes den 6 februari 1989 av den amerikanska astronomen Eleanor F. Helin vid Palomarobservatoriet.
Asteroiden har en diameter på ungefär 8 kilometer.